# Райхертсхофен
Райхертсхофен (нем. Reichertshofen) — община в Германии, в земле Бавария. 
Подчиняется административному округу Верхняя Бавария. Входит в состав района Пфаффенхофен-на-Ильме.  Население составляет 7503 человека (на 31 декабря 2010 года). Занимает площадь 36,90 км².